# Халанский, Михаил Георгиевич
Михаил Георгиевич Халанский (1 [13] ноября 1857 — 12 апреля [30 марта] 1910) — русский историк литературы и фольклорист, член-корреспондент Императорской Санкт-Петербургской академии наук (1909).

## Биография
Михаил Георгиевич Халанский родился в 1857 году в селе Расховце Щигровского уезда Курской губернии в семье священника.
Получил образование в Курском уездном училище, затем в Белгородской семинарии и в Харьковском университете на историко-филологическом факультете.
С 1883 по 1891 год был учителем русского языка и словесности в Белгородской и Харьковской 2-й гимназиях.
В 1888 году удостоен степени магистра русской словесности в Санкт-Петербургском университете.
В 1889 году совершил путешествие по славянским землям. После смерти А. А. Потебни, в 1891 году занял кафедру русского языка и словесности в Харьковском университете.
Опубликовал ряд мелких статей и рецензий в журнале «Русский филологический вестник», «Сборнике Харьковского историко-филологического общества», «Мирном Труде», «Arch. f. Slaw.-Philologie», «Известиях Отделения русского языка и словесности Императорской Академии Наук».
Им собрано более 480 песен Курского края. В своих исследованиях русского эпоса М. Г. Халанский отстаивает северно-русское происхождение былин.
Михаил Георгиевич Халанский скончался в 1910 году.